# Le Vigan, Lot
Le Vigan är en kommun i departementet Lot i regionen Occitanien i södra Frankrike. Kommunen ligger i kantonen Gourdon som tillhör arrondissementet Gourdon. År 2022 hade Le Vigan 1 544 invånare.

## Befolkningsutveckling
Antalet invånare i kommunen Le Vigan
| Referens: INSEE |